# Semiótica cognitiva
A semiótica cognitiva é o modelo de construção de significado a partir de métodos da semiótica, da linguística, da psicologia, da ciência cognitiva, da modelagem computacional, da antropologia, da filosofia e de outras ciências. Em relação à semiótica teórica clássica, este campo pretende incorporar resultados de outros estudos científicos, que vão desde análises conceituais e textuais, bem como investigações experimentais e etnográficas. A origem dessa área tem várias fontes: Thomas C. Daddesio parece ter sido a primeira pessoa a relacionar a teoria semiótica às ciências da cognição, ainda que o argentino Juan Magariños de Morentin tenha anteriormente usado semiótica cognitiva, nestas palavras, para se referir ao pensamento de Charles Sanders Peirce.
Além de Daddesio e Morentin, Irene Mittelberg nos estudos de gesto e Jean-Marie Klinkenberg, do grupo µ, na semiótica pictórica se aproximaram de uma abordagem cognitiva para definir os signos. Em 1995, Per Aage Brandt fundou o Centro de Semiótica na Universidade de Aarhus e, posteriormente, o Mestrado em Semiótica Cognitiva, com ênfase principal na linguística cognitiva. Em 2009, Göran Sonesson criou na Suécia o Centro de Semiótica Cognitiva na Universidade de Lund.
O dinamarquês Journal of Cognitive Semiotics (JCS) é o principal periódico que publica trabalhos da área. A divulgação científica da revista busca fornecer novas ideias sobre o domínio da significação humana e sua manifestação nas práticas culturais.